# Пагода Тхай

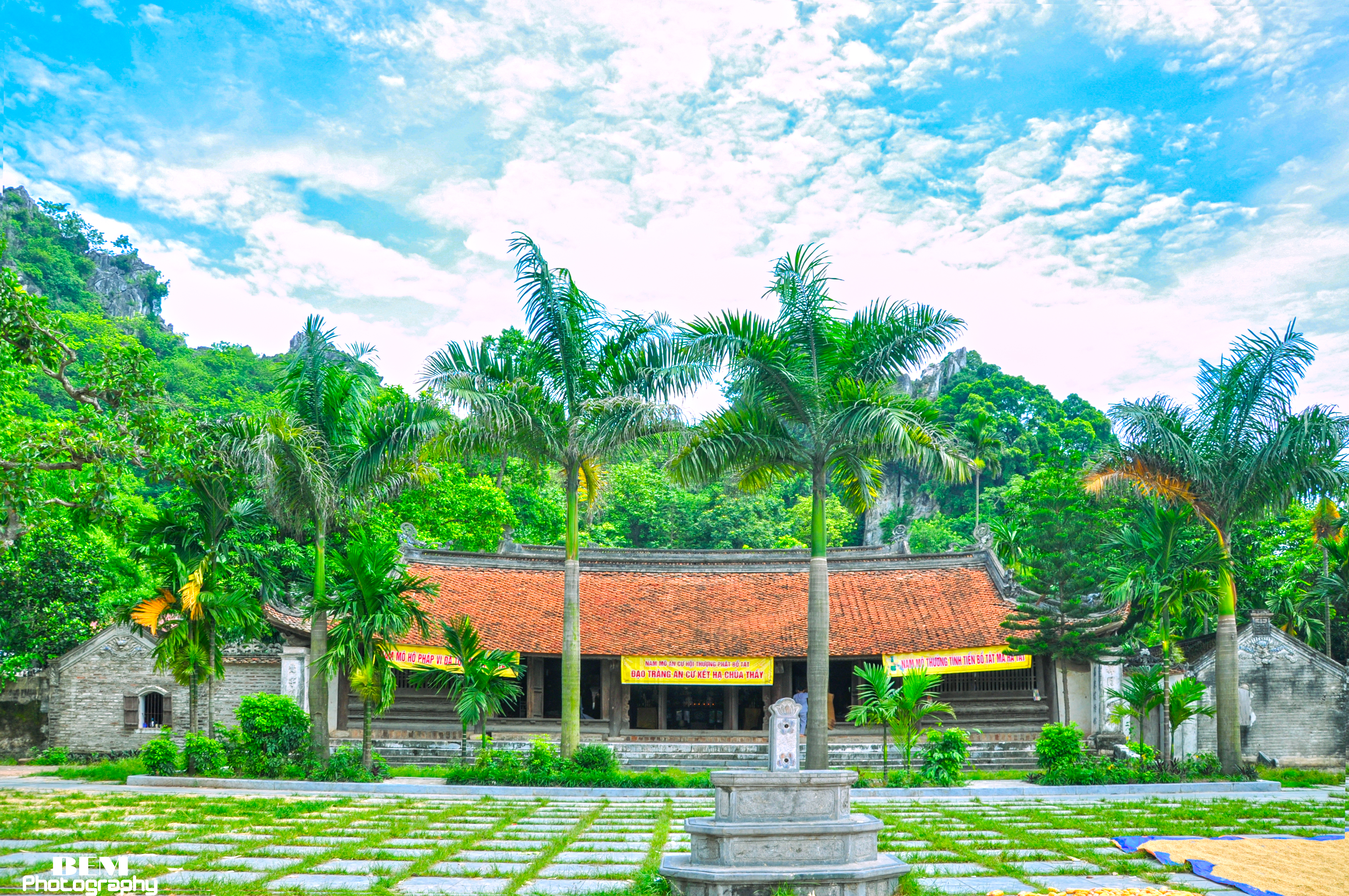
Головна зала храму Тхай

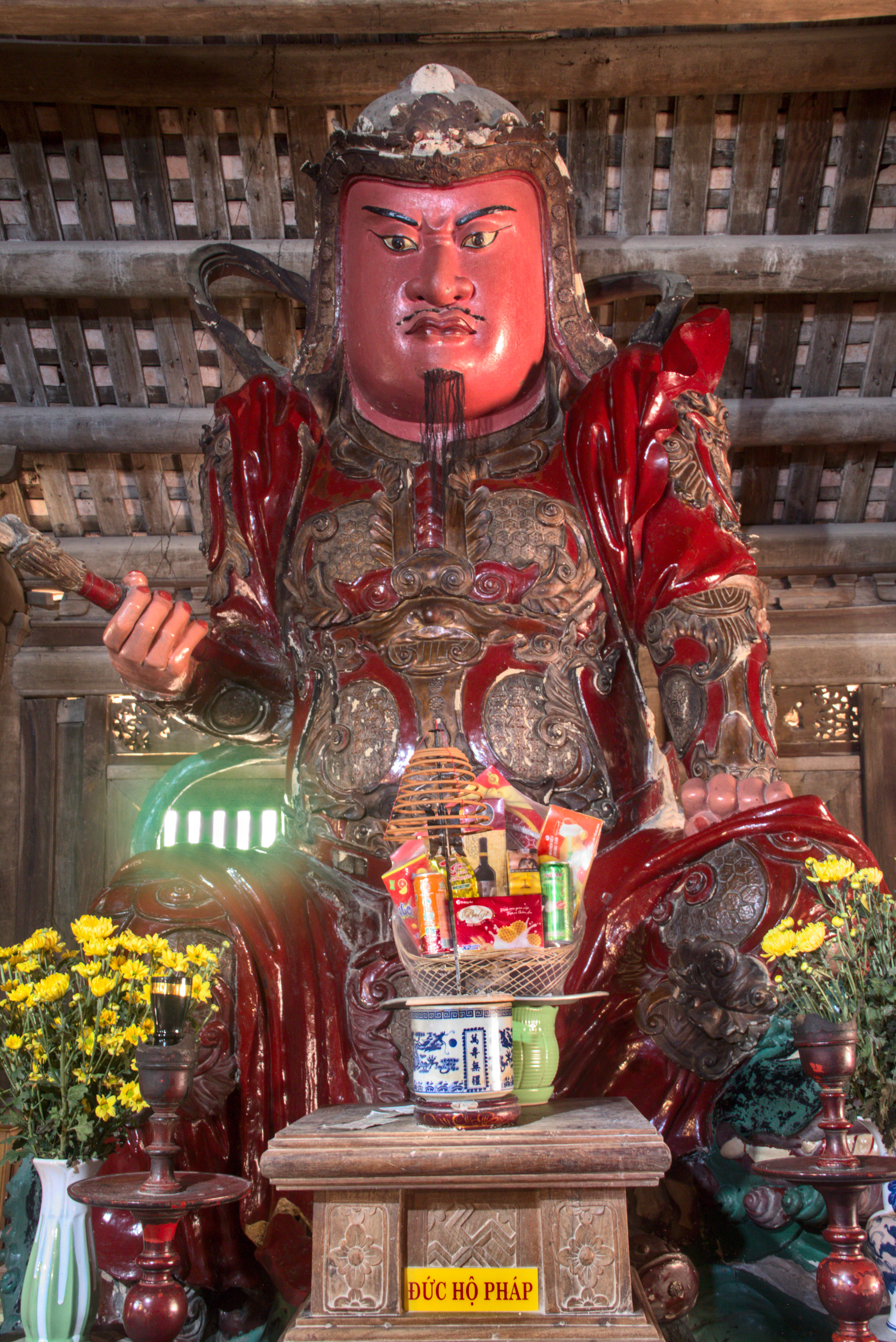
Статуя захисника буддизма (дгармапали) Чинг Ак (Trừng Ác) всередині храму

Пагода Тхай (в'єт. Chùa Thầy або Храм Майстра (Вчителя)) — буддійський храм у повіті Куокоай (huyện Quốc Oai), міста Ханой, В'єтнам. Храм також відомий як «Тхіен Фук Ти» (Thiên Phúc Tự) — «Храм небесних благословінь». Храм було засновано в 11 столітті під час правління імператора Лі Нян Тонга з династії Лі та присвячено вчителю дзен Ти Дао Ханю (Từ Đạo Hạnh) (1072-1116). Це один із найстаріших буддійських храмів у В’єтнамі. Він добре доглядається монахами.
Храм є центром паломництва під час Тет.

## Географія
Храм розташований на березі штучного озера у селі Шайшон, в 30 км від Ханоя., біля підніжжя гора Шайшон,  у 2 км від траси Тханг Лонг.

## Історія

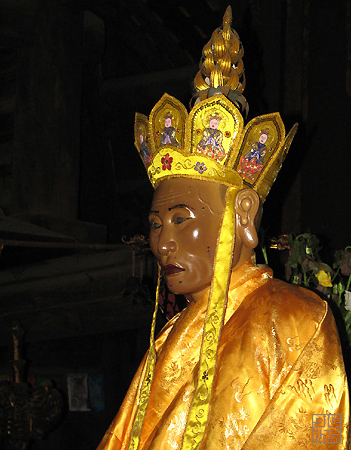
Монах Ти Дао Хань

Ти Дао Хань (також відомий як Мінь Хонг) був відомим ченцем. Він був настоятелем храму, хореографом традиційного театру ляльок на воді, винахідником, а також за сумісництвом медиком та містиком у своєму селі. З монахом пов'язують різноманітні містичні дії, наприклад, — одного разу він спалив свій палець, щоб викликати дощ, зцілював місцевих жителів від хвороб, благословляючи їх, та творив інші чудеса.
Він заснував театр водних ляльок (який є унікальним суто в’єтнамським явищем) у маленькій ним збудованій альтанці посеред озера навпроти головної зали. Згідно з місцевим віруванням, він перевтілювався тричі: один раз як Будда в образі Сак'ямуні, потім як син короля Лі Нян Тонга, який пізніше став королем Лі Тхан Тонгом, а потім як монах, який врятував короля Тхан Тонга. Під час свого життя він створив свій власний культ.

## Особливості
Храм розділений на три частини. Передпокій — це молитовний зал. У середній залі розміщуються одягнені в червоне вбрання лаковані зображення будд в оточенні демонів. У задній кімнаті є статуї ченця.
Храм багато разів реконструювався. Храм має три присвячення: імператору Лі Тхан Тонгу (1127–1138), Гаутамі Будді та його вісімнадцяти архатам, і буддистському ченцю (в'єт. tì-kheo) і вчителю дзен Ту Дао Хань. Він побудований у типовому в'єтнамському архітектурному стилі. Головний молитовний зал храму налічує близько 100 різнокольорових зображень різних періодів. На вході до святилища є два великих зображення з пап'є-маше, замішаного на глині, що датуються VII ст., кожне вагою близько тонни; вони вважаються найбільшими зображеннями подібного типу у В’єтнамі.
Головний зал містить найстаріше зображення храму, яке датується періодом заснуванням храму: триптих Будди та учнів XVI століття на високому постаменті. Також є дерев’яна статуя XIII століття вдягнутого в жовте бодхісаттви, що сидить на лотосовому троні. Його було зроблено за подобою майстра Дао Ханя в задумливому настрої. Статуї Ту Дао Ханя та його реінкарнація у формі Лі Тхань Тонга розташовані в наступній залі одна біля одної.
У тому ж храмовому комплексі є невелике святилище, яке називають «старим храмом» (в'єт. chùa cũ). Воно було засноване імператором Лі Тхай То у 1132 році та кілька разів реконструювалося.
До храму ведуть два арочні мости. Побудовані в 1602 році, вони названі Міст Сонця та Міст Місяця. Один із цих мостів веде до невеликого острова, де розташований маленький даоський храм, що уособлює елементи землі, повітря та води. Другий міст веде на вапняковий пагорб. За повір'ям, Дао Хань на останньому етапі свого життя підійшов до цього місця і зник у печері. Ця печера оповита корінням баньяна і затиснута між невеликим храмом, побудованим на честь батьків ченця, і невеликим храмом. Обидва вони є релігійними місцями, звідки відкриваються чудові краєвиди на всю долину. Також є вапняковий грот, відомий як печера Какко (в'єт. Cắc Cớ), «Іронія долі».

## Фестиваль
Яскравий фестиваль, відомий як Фестиваль Пагоди Тхай (в'єт. Hội chùa Thầy), проводиться на честь монаха Ти Дао Ханя. Проводиться з 5 по 7 число третього місяця за місячним календарем. Під час фестивалю театральні колективи дають вистави з ляльками у відкритому театрі на озері. З цієї нагоди також проводиться вистава картин (процесії з манекенами). Учасники гулянь походять із чотирьох сіл. Статую майстра з сандалового дерева, що зберігається у храмі, рухають за допомогою мотузок під час фестивалю ляльок.
Також під час інших фестивалів, які тут проводяться, декламуються вірші, написані Ти Дао Ханем та імператором Лі Нян Тонгом.